# Tom Sheehey
Thomas Logan „Tom“ Sheehey (* 12. Mai 1965 in San Antonio) ist ein ehemaliger US-amerikanischer Basketballspieler mit irischer Staatsbürgerschaft.

## Leben
Der 2,05 Meter große Flügelspieler war von 1983 bis 1987 Mitglied der Hochschulmannschaft der University of Virginia. In 127 Einsätzen kam er auf Mittelwerte von 9,8 Punkten und 4,6 Rebounds. Er traf während dieser vier Jahre sechs Dreipunktwürfe bei 23 Versuchen. Die Rechte an Sheehey ging beim Draftverfahren der NBA im Jahr 1987 an die Boston Celtics (4. Auswahlrunde, 70. Stelle). Die Celtics strichen ihn vor dem Beginn der Saison 1987/88 aus dem Aufgebot, Sheehey weilte danach im Oktober 1987 bei den Chicago Bulls, dort gelang ihm jedoch auch nicht der Sprung in den Saisonkader.
Er wurde im Dezember 1987 vom spanischen Erstligisten Cacaolat Granollers unter Vertrag genommen, Sheehey spielte bis zum Ende der Saison 1988/89 für die Mannschaft. Insbesondere im Spieljahr 1988/89 überzeugte er als offensivstarker Spieler mit 21,2 Punkten pro Begegnung und hatte sich auch zu einem brauchbaren Distanzschützen entwickelt. Während der Saison 1989/90 stand der Texaner in Diensten des italienischen Erstligisten Dinamo Sassari, er verbuchte dort einen Punkteschnitt von 24,7 je Begegnung.
Sheehey ging nach Spanien und zu Granollers zurück, dort spielte er 1990/91, ehe er 1991/92 zunächst in seinem Heimatland in der Continental Basketball Association (CBA) zu Werke ging: Er bestritt jeweils acht Spiele für Fort Wayne Fury und für Quad City Thunder, blieb dort aber deutlich unter den statistischen Werten, die er in Spanien und Italien erzielt hatte. Im Laufe des Spieljahres 91/92 wechselt er ins belgische Hasselt und verstärkte den dortigen Erstligisten.
Im Spieljahr 1992/93 stand Sheehey beim spanischen Zweitligaverein C.B. Canarias unter Vertrag. 1993/94 spielte er kurzfristig bei Valvi Girona in der ersten Liga Spaniens sowie danach in Argentinien bei Quilmes Mar del Plata. Auch das Spieljahr 1994/95 war zwischen Spanien und Südamerika geteilt: Sheehey stand kurz bei Baloncesto León in Spanien und dann bei Universidad de Temuco in Chile unter Vertrag.
29 Einsätzen in der US-Liga CBA für die Mannschaft Connecticut Pride standen für den Texaner in der Saison 1995/96 zu Buche. Im Spieljahr 1996/97 war er Mitglied der irischen Mannschaft St. Vincent in Dublin, ging dann im November 1996 erneut nach Spanien und spielte für den Erstligisten CB Murcia Artel.
Zu Beginn der Saison 1997/98 stand er kurz in Diensten von Serapide Pozzuoli (zweite Liga Italiens), im Dezember 1997 folgte der Wechsel in die deutsche Basketball-Bundesliga zur SG Braunschweig. Bei der niedersächsischen Mannschaft wurde Sheehey für seine abgebrühte und schnörkellose Spielweise, mit der er Braunschweig erheblich verstärkte, geschätzt. Er erhielt den Spitznamen „Major Tom“ und wurde der Liebling der Anhängerschaft des Bundesligisten. In der Saison 1997/98 spielte Sheehey in Braunschweig an der Seite von Michael Jackel, Scooter Barry, Douglas Spradley und Sean Schiano. Als Tabellensechster der Hauptrunde zog man ins Bundesliga-Viertelfinale ein, verlor dort aber gegen Bamberg. Sheehey kam im Saisonverlauf für Braunschweig auf 16 Bundesliga-Einsätze mit 14,2 Punkten pro Begegnung.
Sheehey verließ Braunschweig anschließend und unterschrieb beim belgischen Erstligisten Gent, im November 1998 kehrte der Texaner aber zum niedersächsischen Verein, den Verletzungssorgen plagten, zurück. Er schied mit Braunschweig in der Vorrunde fürs Bundesliga-Viertelfinale gegen Bamberg aus, Sheehey stand 1998/99 in 16 Spielen für die SG auf dem Feld und erzielte im Mittel 13,9 Punkte pro Partie.
Der letzte Halt seiner Profilaufbahn wurde der italienische Zweitligist Fabriano Basket, für den er im Spieljahr 1999/2000 kurzzeitig auflief. Sheeheys Neffe Will wurde ebenfalls Berufsbasketballspieler.